# حمض الفلمينيك
حمض الفلمينيك أو الحامض الفلميني هو مركب كيميائي يحمل الصيغة الجزيئية HCNO. وبشكل أكثر تحديدًا H – C≡N + –O−. وهو أيزومر لحمض إيزوسيانيك H – N = C = O وحمض السيانيك  H - O - C≡N.

## التاريخ
عُرفت هذا المركب الكيميائي منذ أوائل القرن التاسع عشر من خلال أملاحه وعبر نواتج التفاعلات التي اقترح وجودها فيها ، ولكن تم اكتشاف الحمض نفسه لأول مرة في عام 1966.

## البنية الكيميائية
لطالما كان يُعتقد أن حمض الفلمينيك يحتوي على بنية H – O – N + C−. ولكن لم يتم إثبات صحة هذه الفكرة بشكل قاطع إلى أن تم عزل وتحليل عينة نقية من حمض الفلمنيك حتى عام 1966.